# Lodovico Rastelli
Lodovico Rastelli (Castelletto Scazzoso, 1801 – Genova, 1878) è stato un liutaio italiano.

## Biografia
Nasce a Castelletto Scazzoso (oggi Castelletto Monferrato) in provincia di Alessandria nel 1801.
Non sono conosciute né le circostanze del suo apprendistato, né la data del suo trasferimento a Genova: la prima testimonianza della sua attività di liutaio proviene da una scritta autografa all'interno di un violino da lui riparato in piazza Lavagna nel 1835.
Nel 1840 la sua bottega è menzionata nelle guide commerciali in piazza della Posta Vecchia: da allora fino alla sua morte, avvenuta nel 1878, l'attività di Rastelli viene documentata in diversi indirizzi, sempre entro le mura medievali del centro storico di Genova.
Negli ultimi anni venne coadiuvato dalla figlia Vincenza, rara testimonianza in Italia di donna dedita alla liuteria.

## Critica
Sebbene l'attività primaria della sua bottega sia stata rivolta alle riparazioni di strumenti ad arco e a plettro, Lodovico Rastelli ha costruito violini, viole, violoncelli, contrabbassi e chitarre lungo tutto l'arco della sua carriera. Il suo stile e la sua tecnica costruttiva si riferiscono alla tradizione della liuteria genovese settecentesca; fu uno dei primi liutai italiani ad ispirarsi al violino di Paganini, il famoso "Cannone" costruito da Giuseppe Guarneri del Gesù a Cremona nel 1743, conservato a Genova a Palazzo Doria-Tursi.
Alcuni dei suoi strumenti sono ornati con doppie filettature e motivi geometrici.